# Sangiin-Wahl 2010
- DPJ: 106
- LDP: 84
- Kōmeitō: 19
- Minna: 11
- KPJ: 6
- SDP: 4
- Sonstige: 9
- Unabh.: 2

Die Sangiin-Wahl 2010, formell die „22. ordentliche Wahl von Sangiinabgeordneten“ (jap. 第22回参議院議員通常選挙, dai-nijūni-kai Sangiin giin tsūjō senkyo), zum japanischen Rätehaus (Sangiin), dem Oberhaus (jōin) des nationalen Parlaments (Kokkai) fand am 11. Juli 2010 statt. Der offizielle Wahlkampfbeginn war am 24. Juni 2010. Das Mandat der im Jahr 2004 gewählten Abgeordneten endet am 25. Juli 2010.
Zur Wahl standen 121 der 242 Abgeordneten für eine sechsjährige Amtszeit. 73 wurden durch einfache nicht-übertragbare Stimme – in den Einzelwahlkreisen identisch mit einfacher Mehrheitswahl – in den 47 Präfekturen gewählt, 48 wurden durch landesweite Verhältniswahl mit Vorzugsstimme bestimmt.
Am gleichen Tag wie die Sangiin-Wahl 2010 fanden die Gouverneurswahl in der Präfektur Shiga und mehrere Kommunalwahlen statt.

## Vorgeschichte und Wahlkampf
Das seit Juni 2010 amtierende Koalitionskabinett von Premierminister Naoto Kan aus Demokratischer Partei (DPJ) und Neuer Volkspartei versuchte, ihre knappe Mehrheit von (Stand: Juni 2010) 123 Mandaten zu vergrößern. Kan hatte im Juni 2010 den Parteivorsitzenden und Premierminister Yukio Hatoyama abgelöst, der über die Restrukturierung der US-Militärpräsenz in der Präfektur Okinawa zurückgetreten war. Die Sangiin-Fraktion der Demokratischen Partei, der neben den Koalitionsparteien auch die Neue Partei Japan angehört, hatte durch den Beitritt des ehemaligen LDP-Mitglieds Kōtarō Tamura (Tottori) im Februar 2010 eine eigenständige Mehrheit gewonnen.
Die nach langjähriger Regierungsarbeit seit 2009 oppositionelle Liberaldemokratische Partei (LDP) bemühte sich um eine Konsolidierung. Ihre Umfragewerte waren nach der schweren Niederlage bei der Shūgiin-Wahl 2009 zunächst weiter gefallen. 38 ihrer insgesamt 71 Sitze standen 2010 zur Wahl. Ihr ehemaliger Koalitionspartner Kōmeitō verteidigte 11 seiner 21 Mandate, die Kommunistische Partei Japans 4 von insgesamt 7. Bei der Sozialdemokratischen Partei, die bis Mai 2010 unter Premierminister Hatoyama der Regierungskoalition angehört hatte, standen drei von fünf Sitzen 2010 zur Wahl.
Erstmals bei Sangiin-Wahlen traten die 2009/10 neu gegründeten Parteien Minna no Tō, Shintō Kaikaku, Tachiagare Nippon und Kōfuku-jitsugen-tō an.
Die strengen Vorschriften für den Internetwahlkampf sollten für die Sangiin-Wahl 2010 erstmals gelockert werden. Das Verbot, Websites und Blogs während der offiziellen Wahlkampfperiode zu aktualisieren wäre nach einer Vereinbarung der Regierungs- und Oppositionsparteien aufgehoben worden; der Wahlkampf mittels E-Mail und Twitter sollte dagegen verboten bleiben. Allerdings gelang es nicht, die Gesetzesänderung rechtzeitig für die Wahlen im Parlament zu verabschieden.
Am 24. Juni 2010 wurde der Wahlkampf offiziell eröffnet. Bereits zuvor hatten die Parteien ihre Wahlprogramme (bei den großen Parteien Manifesuto) vorgestellt. Zentrale Themen sind die Wirtschaftspolitik und die Haushaltskonsolidierung, insbesondere die von Premierminister Kan in Aussicht gestellte Mehrwertsteuererhöhung. Die regierende Demokratische Partei muss sich außerdem wegen der Spendenskandale um Yukio Hatoyama und Ichirō Ozawa und wegen des gebrochenen Versprechens rechtfertigen, die Marine Corps Air Station Futenma aus Okinawa zu verlegen.

### Umfragen

Zustimmungsraten der politischen Parteien seit der Unterhauswahl 2009 (Umfragen der NHK):
Demokratische Partei
Liberaldemokratische Partei
Kōmeitō
Kommunistische Partei Japans
Sozialdemokratische Partei
Minna no Tō
Sonstige
keine Partei/Ablehnung

Umfragen zufolge lag die Demokratische Partei sowohl bei der Verhältniswahl wie in den Wahlkreisen insgesamt zwar deutlich vor den Oppositionsparteien; allerdings ist die Position der Liberaldemokratischen Partei in Einmandatswahlkreisen, darunter traditionell konservative Hochburgen, deutlich stärker als im landesweiten Durchschnitt, so dass die Regierungsmehrheit dennoch als gefährdet galt.
| Umfrage          | Datum        | Zustimmungsrate Kabinett Kan | Zustimmungsrate Kabinett Kan | Wahlabsicht Verhältniswahl | Wahlabsicht Verhältniswahl | Wahlabsicht Verhältniswahl | Wahlabsicht Verhältniswahl | Wahlabsicht Wahlkreise | Wahlabsicht Wahlkreise |
| Umfrage          | Datum        | Zustimmung                   | Ablehnung                    | DPJ                        | LDP                        | Kōmeitō                    | Minna no Tō                | DPJ                    | LDP                    |
| ---------------- | ------------ | ---------------------------- | ---------------------------- | -------------------------- | -------------------------- | -------------------------- | -------------------------- | ---------------------- | ---------------------- |
| Mainichi Shimbun | 8./9. Juni   | 66 %                         | 18 %                         | 41 %                       | 14 %                       | 5 %                        | 8 %                        |                        |                        |
| NHK              | 11.–13. Juni | 61 %                         | 23 %                         |                            |                            |                            |                            |                        |                        |
| Yomiuri Shimbun  | 12./13. Juni | 59 %                         | 27 %                         | 31 %                       | 16 %                       | 4 %                        | 5 %                        | 34 %                   | 16 %                   |
| Asahi Shimbun    | 12./13. Juni | 59 %                         | 23 %                         | 43 %                       | 14 %                       | 4 %                        | 4 %                        |                        |                        |
| Yomiuri Shimbun  | 18.–20. Juni | 55 %                         | 32 %                         | 30 %                       | 14 %                       | 5 %                        | 4 %                        | 32 %                   | 15 %                   |
| Asahi Shimbun    | 19./20. Juni | 50 %                         | 27 %                         | 36 %                       | 17 %                       | 4 %                        | 5 %                        |                        |                        |
| Sankei/MSN       | 19./20. Juni | 54,3 %                       | 29,9 %                       | 42,4 %                     | 17,5 %                     | 5,2 %                      | 9,7 %                      |                        |                        |
| Yomiuri Shimbun  | 25.–27. Juni | 50 %                         | 37 %                         | 31 %                       | 15 %                       | 5 %                        | 6 %                        | 33 %                   | 16 %                   |
| Asahi Shimbun    | 26./27. Juni | 48 %                         | 29 %                         | 39 %                       | 15 %                       | 4 %                        | 6 %                        |                        |                        |
| Mainichi Shimbun | 27./28. Juni | 52 %                         | 28 %                         | 40 %                       | 17 %                       | 6 %                        | 9 %                        |                        |                        |
| Yomiuri Shimbun  | 2.–4. Juli   | 45 %                         | 39 %                         | 28 %                       | 16 %                       | 5 %                        | 7 %                        | 32 %                   | 19 %                   |
| Asahi Shimbun    | 3./4. Juli   | 39 %                         | 40 %                         | 30 %                       | 17 %                       | 5 %                        | 6 %                        |                        |                        |

Ende Juni veröffentlichte umfragebasierte Wahlprognosen großer Nachrichtenmedien, die die Wahlkreisaufteilung berücksichtigten, sagten voraus, dass die Regierungskoalition eine absolute Mehrheit nach der Wahl knapp verfehlen könnte, die für eine absolute Mehrheit nötige Sitzzahl lag knapp unter oder über dem oberen Rand des prognostizierten Sitzintervalls. Der Versuch der Erweiterung der Regierungskoalition um eine der 2009/2010 gegründeten neuen Parteien von Ex-LDP-Politikern galt für diesen Fall als wahrscheinlicher Ausgang; andernfalls drohte wie zwischen 2007 und 2009 politischer Stillstand durch ein „verdrehtes Parlament“ und ein neuer innerparteilicher Machtkampf bei der turnusgemäßen Wahl des DPJ-Vorsitzenden im Herbst 2010. Die vor der Wahl zweitgrößte Oppositionspartei Kōmeitō lehnt eine mögliche Koalition mit den Demokraten ab. – Nach dem tatsächlich eingetretenen Mehrheitsverlust wurde Kan bei der Wahl zum Parteivorsitzenden im September 2010 von Ichirō Ozawa selbst herausgefordert. Die später für die Haushaltsberatungen 2011 geführten Verhandlungen Kans mit anderen Parteien (Tachiagare Nippon, Sozialdemokratische Partei) führten zu keinem Ergebnis.

## Zur Wahl stehende Mandate
| Fraktion | Fraktion                                                               | Wahlkreise | Verhältniswahl | Summe |
| -------- | ---------------------------------------------------------------------- | ---------- | -------------- | ----- |
|          | Demokratische Partei/Shinryokufūkai/Neue Volkspartei/Neue Partei Japan | 37         | 19             | 56    |
|          | Liberaldemokratische Partei                                            | 25         | 13             | 38    |
|          | Kōmeitō                                                                | 3          | 8              | 11    |
|          | Shintō Kaikaku                                                         | 3          | 2              | 5     |
|          | Kommunistische Partei Japans                                           | 0          | 4              | 4     |
|          | Sozialdemokratische Partei/„Allianz zum Schutz der Verfassung“         | 1          | 2              | 3     |
|          | Tachiagare Nippon                                                      | 1          | 0              | 1     |
|          | Fraktionslos (einschließlich des Präsidenten=DPJ)                      | 2          | 0              | 2     |
| Summe    | Summe                                                                  | 72         | 48             | 120   |

### Kandidaten und Nominierungsstrategie
Zur Wahlkampferöffnung gab es insgesamt 438 erklärte Kandidaten. Von den 251 Wahlkreiskandidaten für die 73 Sitze in den Präfekturen stellt die DPJ 61, die LDP 49, die Kōmeitō 3, die KPJ 46, die SDP 8 die Neue Volkspartei 2, die Minna no Tō 21, Tachiagare Nippon 4, die Shintō Kaikaku 7, die Kōfuku-jitsugen-tō 19, die Nippon Sōshintō 4 und die übrigen Parteien 27. Darunter sind 55 Amtsinhaber, vier ehemalige Abgeordnete und 192 Erstbewerber für einen Sitz im Sangiin. Zwölf Parteien und politische Gruppierungen bewerben sich um die 48 Sitze bei der landesweiten Verhältniswahl; die DPJ stellt 45 Kandidaten, die LDP 35, die übrigen der insgesamt 187 Verhältniswahlkandidaten verteilen sich auf Minna no Tō, KPJ, Kōmeitō, Frauenpartei (josei-tō), Tachiagare Nippon, SDP, Neue Volkspartei, Nippon Sōshintō, Shintō Kaikaku und Kōfuku-jitsugen-tō.
In den meisten Einzelwahlkreisen traten ein LDP- und ein DPJ-Kandidat bzw. von einer der Parteien formal unterstützte Unabhängige an, dazu kam meist ein Kandidat der Kommunistischen Partei, je nach Präfektur einzelne Kandidaten kleinerer Parteien oder nicht parteigestützte Unabhängige.
In allen Mehrmandatswahlkreisen mit Ausnahme von Miyagi, Chiba und Tokio trat die LDP mit nur einem Kandidaten an, während die Demokratische Partei mit Ausnahme von Niigata und Fukuoka je zwei Kandidaten nominiert hatte. Dadurch hatte sie in diesen Präfekturen die Möglichkeit, zwei Sitze zu gewinnen, ging aber zugleich das Risiko ein, dass sich die DPJ-Stimmen ungünstig auf beide Kandidaten verteilen. Diese von Ex-DPJ-Generalsekretär Ozawa geplante offensive Nominierungsstrategie wurde nach den Rücktritten Hatoyamas und Ozawas Mitte Juni 2010 bestätigt.
Vier DPJ-Minister aus dem Kabinett Kan versuchten 2010 ihr Abgeordnetenmandat zu verteidigen: Justizministerin Keiko Chiba stand im Dreimandatswahlkreis Kanagawa zur Wiederwahl, Verwaltungsministerin Renhō im Fünfmandatswahlkreis Tokio und Verteidigungsminister Toshimi Kitazawa verteidigte einen Sitz im zweimandatigen Nagano. Wirtschaftsminister Masayuki Naoshima kandidierte wie 2004 bei der Verhältniswahl; damals hatte er mit rund 211.000 Präferenzstimmen Platz sechs auf der DPJ-Liste erreicht. Der Sangiin-Präsident Satsuki Eda (DPJ) versuchte, seinen Sitz im einmandatigen Okayama zu verteidigen.
Früh im Wahlkampf sorgte die Ankündigung mehrerer Parteien, prominente Sportler oder ehemalige Sportler als Kandidaten zu nominieren, für öffentliches Interesse. Es kandidierten die Judoka Ryōko Tani, der Turner Yukio Iketani und der Bahnradfahrer Tomohiro Nagatsuka für die Demokratische Partei, für die Liberaldemokratische Partei der Baseballmanager Tsuneo Horiuchi und der Baseballspieler Hiroo Ishii, Kiyoshi Nakahata, ebenfalls Baseballspieler, für Tachiagare Nippon und der Pro-Wrestler Osamu Nishimura für die Neue Volkspartei. Außerdem stellten sich einige „Erbpolitiker“ 2010 erstmals zur Wahl: In Shimane bewarb sich Kazuhiko Aoki für die LDP um den Sitz seines nicht mehr antretenden Vaters Mikio Aoki, in Nagano trat Kenta Wakabayashi für die Nachfolge seines im April zurückgetretenen Vaters Masatoshi Wakabayashi an, in Hiroshima kandidierte Yōichi Miyazawa für den Sitz, den bis 1998 sein Vater Hiroshi gehalten hatte, und Tarō Hatoyama, ehemaliger Abgeordneter im Präfekturparlament Tokio und Sohn des derzeit parteilosen Ex-Ministers Kunio Hatoyama, trat bei der Verhältniswahl für die Shintō Kaikaku an.

## Wahlbeteiligung und Ergebnis

Zusammensetzung des Sangiin nach der Wahl:
Demokratische Partei
Liberaldemokratische Partei
Kōmeitō
Minna no Tō
Kommunistische Partei Japans
Sozialdemokratische Partei
Tachiagare Nippon
Neue Volkspartei
Shintō Kaikaku
Kōfuku-jitsugen-tō
Okinawa Shakai Taishūtō
Unabhängige

Die Möglichkeit zur vorzeitigen Stimmabgabe wurde zum Auftakt der Wahlkampfperiode stark genutzt: Bis zum 27. Juni 2010 hatten in drei Tagen über 780.000 Wähler ihre Stimme abgegeben, 15 Prozent mehr als im gleichen Zeitraum 2007. Insgesamt gaben bis zum 10. Juli 2010 über zwölf Millionen Wähler und damit rund 11,6 % aller Wahlberechtigten ihre Stimme vorzeitig ab, ein Zuwachs von 11,9 % gegenüber 2007.
Die Wahlbeteiligung insgesamt betrug 57,92 % bei und lag damit 0,7 % niedriger als 2007.
| Partei | Partei                       | Zusammensetzung vor der Wahl | Zusammensetzung vor der Wahl | Zusammensetzung vor der Wahl | Wahlkreise     | Wahlkreise | Wahlkreise | Verhältniswahl | Verhältniswahl | Verhältniswahl | 2010 gewählt | Zusammensetzung nach der Wahl |
| Partei | Partei                       | gesamt                       | nicht zur Wahl               | zur Wahl                     | Stimmen        | Anteil     | Sitze      | Stimmen        | Anteil         | Sitze          | 2010 gewählt | Zusammensetzung nach der Wahl |
| ------ | ---------------------------- | ---------------------------- | ---------------------------- | ---------------------------- | -------------- | ---------- | ---------- | -------------- | -------------- | -------------- | ------------ | ----------------------------- |
|        | Demokratische Partei         | 116                          | 62                           | 54                           | 22.756.000,342 | 38,97 %    | 28         | 18.450.139,059 | 31,56 %        | 16             | 44           | 106                           |
|        | Liberaldemokratische Partei  | 71                           | 33                           | 38                           | 19.496.083,000 | 33,38 %    | 39         | 14.071.671,422 | 24,07 %        | 12             | 51           | 84                            |
|        | Kōmeitō                      | 21                           | 10                           | 11                           | 2.265.818,000  | 3,88 %     | 3          | 7.639.432,739  | 13,07 %        | 6              | 9            | 19                            |
|        | Minna no Tō                  | 1                            | 1                            | 0                            | 5.977.391,485  | 10,24 %    | 3          | 7.943.649,369  | 13,59 %        | 7              | 10           | 11                            |
|        | Kommunistische Partei Japans | 7                            | 3                            | 4                            | 4.265.400,000  | 7,29 %     | 0          | 3.563.556,590  | 6,10 %         | 3              | 3            | 6                             |
|        | Sozialdemokratische Partei   | 4                            | 2                            | 2                            | 602.684,000    | 1,03 %     | 0          | 2.242.735,155  | 3,84 %         | 2              | 2            | 4                             |
|        | Tachiagare Nippon            | 3                            | 2                            | 1                            | 328.475,000    | 0,56 %     | 0          | 1.232.207,336  | 2,11 %         | 1              | 1            | 3                             |
|        | Neue Volkspartei             | 6                            | 3                            | 3                            | 167.555,000    | 0,29 %     | 0          | 1.000.036,492  | 1,71 %         | 0              | 0            | 3                             |
|        | Shintō Kaikaku               | 6                            | 1                            | 5                            | 625.431,000    | 1,07 %     | 0          | 1.172.395,190  | 2,01 %         | 1              | 1            | 2                             |
|        | Kōfuku-jitsugen-tō           | 1                            | 1                            | 0                            | 291.810,000    | 0,50 %     | 0          | 229.026,162    | 0,39 %         | 0              | 0            | 1                             |
|        | Sonstige *                   | 0                            | 0                            | 0                            | 318.847,000    | 0,55 %     | 0          | 908.582,924    | 1,55 %         | 0              | 0            | 0                             |
|        | Unabhängige                  | 5                            | 3                            | 2                            | 1.314.313,072  | 2,25 %     | 0          | -              | -              | -              | 0            | 3                             |
| Summe  | Summe                        | 241 (1 Vakanz)               | 121                          | 120 (1 Vakanz)               | 58.400.807,899 | 100,00 %   | 73         | 58.453.432,438 | 100,00 %       | 48             | 121          | 242                           |

(*): Nippon Sōshintō; nur Verhältniswahl: Josei-tō („Frauenpartei“); nur Wahlkreiskandidaten: Shintō Furīwei Kurabu („Neue Partei Freeway Club“), Akitsu Shintō („Neue Partei ‚Libelle‘“), Sumairu-tō („Smile-Partei“), Shintō Honshitsu („Neue Partei ‚Das Wesentliche‘“), Heiwa-tō kakuheiki haizetsu heiwa undō („Friedenspartei, Friedensbewegung für die Abschaffung von Kernwaffen“), Sekai-kezai-kyōdōtai-tō („Weltwirtschaftsgemeinschaftspartei“)
Zur Erklärung der Nachkommastellen, siehe Wahlen in Japan#„Proportionale Bruchteilstimmen“.

### Wahlkreise
Wie bei vergangenen Wahlen lag besondere Aufmerksamkeit auf den Präfekturen mit nur einem Mandat (一人区, ichinin-ku), da hier relativ geringe Stimmenverschiebungen zu einem Wechsel führen können, während sich die großen Parteien die Sitze in den Mehrmandatswahlkreisen häufig teilen. Bei den bisherigen Mehrheitsgewinnen der Opposition im Sangiin, die zu einem sogenannten „verdrehten Parlament“ führten, waren die Ergebnisse in den Einzelwahlkreisen meist besonders deutlich (1989 Regierung 3 – Opposition 23 und 2007 6 – 23; Ausnahme war die Regierungsniederlage 1998 trotz eines 16–8-Siegs in den Einmandatswahlkreisen). 2010 gewann die oppositionelle LDP 21 Einmandatswahlkreise die regierende DPJ acht. In den Mehrmandatswahlkreisen konnte die DPJ 20 Sitze gewinnen, die Oppositionsparteien 24.
In einer bei der Wahl 2007 begonnenen Umstellung wurde die Mandatsverteilung an die Bevölkerung der Präfekturen angepasst: Je einen zusätzlichen Abgeordneten (gegenüber 2004) wählten die Wahlkreise Chiba und Tokio, einen weniger Tochigi und Gunma.
| Parteizugehörigkeit der Wahlsieger (Stand: Wahltag): Demokratische Partei Liberaldemokratische Partei Kōmeitō Minna no Tō In Mehrmandatswahlkreisen von links nach rechts mit absteigender Stimmenzahl | Parteizugehörigkeit der Wahlsieger (Stand: Wahltag): Demokratische Partei Liberaldemokratische Partei Kōmeitō Minna no Tō In Mehrmandatswahlkreisen von links nach rechts mit absteigender Stimmenzahl | Parteizugehörigkeit der Wahlsieger (Stand: Wahltag): Demokratische Partei Liberaldemokratische Partei Kōmeitō Minna no Tō In Mehrmandatswahlkreisen von links nach rechts mit absteigender Stimmenzahl | Parteizugehörigkeit der Wahlsieger (Stand: Wahltag): Demokratische Partei Liberaldemokratische Partei Kōmeitō Minna no Tō In Mehrmandatswahlkreisen von links nach rechts mit absteigender Stimmenzahl | Parteizugehörigkeit der Wahlsieger (Stand: Wahltag): Demokratische Partei Liberaldemokratische Partei Kōmeitō Minna no Tō In Mehrmandatswahlkreisen von links nach rechts mit absteigender Stimmenzahl | Parteizugehörigkeit der Wahlsieger (Stand: Wahltag): Demokratische Partei Liberaldemokratische Partei Kōmeitō Minna no Tō In Mehrmandatswahlkreisen von links nach rechts mit absteigender Stimmenzahl | Parteizugehörigkeit der Wahlsieger (Stand: Wahltag): Demokratische Partei Liberaldemokratische Partei Kōmeitō Minna no Tō In Mehrmandatswahlkreisen von links nach rechts mit absteigender Stimmenzahl | Parteizugehörigkeit der Wahlsieger (Stand: Wahltag): Demokratische Partei Liberaldemokratische Partei Kōmeitō Minna no Tō In Mehrmandatswahlkreisen von links nach rechts mit absteigender Stimmenzahl |                                                                              |                                                                              | Hokkaidō G                                                                   |
| Parteizugehörigkeit der Wahlsieger (Stand: Wahltag): Demokratische Partei Liberaldemokratische Partei Kōmeitō Minna no Tō In Mehrmandatswahlkreisen von links nach rechts mit absteigender Stimmenzahl | Parteizugehörigkeit der Wahlsieger (Stand: Wahltag): Demokratische Partei Liberaldemokratische Partei Kōmeitō Minna no Tō In Mehrmandatswahlkreisen von links nach rechts mit absteigender Stimmenzahl | Parteizugehörigkeit der Wahlsieger (Stand: Wahltag): Demokratische Partei Liberaldemokratische Partei Kōmeitō Minna no Tō In Mehrmandatswahlkreisen von links nach rechts mit absteigender Stimmenzahl | Parteizugehörigkeit der Wahlsieger (Stand: Wahltag): Demokratische Partei Liberaldemokratische Partei Kōmeitō Minna no Tō In Mehrmandatswahlkreisen von links nach rechts mit absteigender Stimmenzahl | Parteizugehörigkeit der Wahlsieger (Stand: Wahltag): Demokratische Partei Liberaldemokratische Partei Kōmeitō Minna no Tō In Mehrmandatswahlkreisen von links nach rechts mit absteigender Stimmenzahl | Parteizugehörigkeit der Wahlsieger (Stand: Wahltag): Demokratische Partei Liberaldemokratische Partei Kōmeitō Minna no Tō In Mehrmandatswahlkreisen von links nach rechts mit absteigender Stimmenzahl | Parteizugehörigkeit der Wahlsieger (Stand: Wahltag): Demokratische Partei Liberaldemokratische Partei Kōmeitō Minna no Tō In Mehrmandatswahlkreisen von links nach rechts mit absteigender Stimmenzahl | Parteizugehörigkeit der Wahlsieger (Stand: Wahltag): Demokratische Partei Liberaldemokratische Partei Kōmeitō Minna no Tō In Mehrmandatswahlkreisen von links nach rechts mit absteigender Stimmenzahl | Aomori G                                                                     |                                                                              |                                                                              |
| Parteizugehörigkeit der Wahlsieger (Stand: Wahltag): Demokratische Partei Liberaldemokratische Partei Kōmeitō Minna no Tō In Mehrmandatswahlkreisen von links nach rechts mit absteigender Stimmenzahl | Parteizugehörigkeit der Wahlsieger (Stand: Wahltag): Demokratische Partei Liberaldemokratische Partei Kōmeitō Minna no Tō In Mehrmandatswahlkreisen von links nach rechts mit absteigender Stimmenzahl | Parteizugehörigkeit der Wahlsieger (Stand: Wahltag): Demokratische Partei Liberaldemokratische Partei Kōmeitō Minna no Tō In Mehrmandatswahlkreisen von links nach rechts mit absteigender Stimmenzahl | Parteizugehörigkeit der Wahlsieger (Stand: Wahltag): Demokratische Partei Liberaldemokratische Partei Kōmeitō Minna no Tō In Mehrmandatswahlkreisen von links nach rechts mit absteigender Stimmenzahl | Parteizugehörigkeit der Wahlsieger (Stand: Wahltag): Demokratische Partei Liberaldemokratische Partei Kōmeitō Minna no Tō In Mehrmandatswahlkreisen von links nach rechts mit absteigender Stimmenzahl | Parteizugehörigkeit der Wahlsieger (Stand: Wahltag): Demokratische Partei Liberaldemokratische Partei Kōmeitō Minna no Tō In Mehrmandatswahlkreisen von links nach rechts mit absteigender Stimmenzahl | Parteizugehörigkeit der Wahlsieger (Stand: Wahltag): Demokratische Partei Liberaldemokratische Partei Kōmeitō Minna no Tō In Mehrmandatswahlkreisen von links nach rechts mit absteigender Stimmenzahl | Parteizugehörigkeit der Wahlsieger (Stand: Wahltag): Demokratische Partei Liberaldemokratische Partei Kōmeitō Minna no Tō In Mehrmandatswahlkreisen von links nach rechts mit absteigender Stimmenzahl | Akita G                                                                      | Iwate I                                                                      |                                                                              |
| Parteizugehörigkeit der Wahlsieger (Stand: Wahltag): Demokratische Partei Liberaldemokratische Partei Kōmeitō Minna no Tō In Mehrmandatswahlkreisen von links nach rechts mit absteigender Stimmenzahl | Parteizugehörigkeit der Wahlsieger (Stand: Wahltag): Demokratische Partei Liberaldemokratische Partei Kōmeitō Minna no Tō In Mehrmandatswahlkreisen von links nach rechts mit absteigender Stimmenzahl | Parteizugehörigkeit der Wahlsieger (Stand: Wahltag): Demokratische Partei Liberaldemokratische Partei Kōmeitō Minna no Tō In Mehrmandatswahlkreisen von links nach rechts mit absteigender Stimmenzahl | Parteizugehörigkeit der Wahlsieger (Stand: Wahltag): Demokratische Partei Liberaldemokratische Partei Kōmeitō Minna no Tō In Mehrmandatswahlkreisen von links nach rechts mit absteigender Stimmenzahl | Parteizugehörigkeit der Wahlsieger (Stand: Wahltag): Demokratische Partei Liberaldemokratische Partei Kōmeitō Minna no Tō In Mehrmandatswahlkreisen von links nach rechts mit absteigender Stimmenzahl | Parteizugehörigkeit der Wahlsieger (Stand: Wahltag): Demokratische Partei Liberaldemokratische Partei Kōmeitō Minna no Tō In Mehrmandatswahlkreisen von links nach rechts mit absteigender Stimmenzahl | Parteizugehörigkeit der Wahlsieger (Stand: Wahltag): Demokratische Partei Liberaldemokratische Partei Kōmeitō Minna no Tō In Mehrmandatswahlkreisen von links nach rechts mit absteigender Stimmenzahl | Parteizugehörigkeit der Wahlsieger (Stand: Wahltag): Demokratische Partei Liberaldemokratische Partei Kōmeitō Minna no Tō In Mehrmandatswahlkreisen von links nach rechts mit absteigender Stimmenzahl | Niigata I G                                                                  | Yamagata I                                                                   | Miyagi G I                                                                   |
| | | | | | | | Ishikawa I | Toyama                                                                       | Tochigi (−1) G                                                               | Fukushima I                                                                  |
| | | | | | | Fukui I | Nagano G I | Gunma (−1) I                                                                 | Saitama I                                                                    | Ibaraki I                                                                    |
| | | Shimane | Tottori G | Hyōgo I | Kyōto I | Shiga I | Gifu G | Yamanashi I                                                                  | Tokio (+1) I G                                                               | Chiba (+1) G                                                                 |
| | | Yamaguchi I | Hiroshima G I | Okayama I | Osaka I | Nara I | Aichi | Shizuoka G I                                                                 | Kanagawa I G I                                                               |                                                                              |
| Saga | Fukuoka G I | | | | | Wakayama I | Mie I |                                                                              |                                                                              |                                                                              |
| Nagasaki G | Kumamoto I | Ōita I | | Ehime I | Kagawa G | I wiedergewählter Amtsinhaber G ewinn eines Mandats von einer anderen Partei | I wiedergewählter Amtsinhaber G ewinn eines Mandats von einer anderen Partei | I wiedergewählter Amtsinhaber G ewinn eines Mandats von einer anderen Partei | I wiedergewählter Amtsinhaber G ewinn eines Mandats von einer anderen Partei | I wiedergewählter Amtsinhaber G ewinn eines Mandats von einer anderen Partei |
| | Kagoshima I | Miyazaki I | | Kōchi I | Tokushima G | I wiedergewählter Amtsinhaber G ewinn eines Mandats von einer anderen Partei | I wiedergewählter Amtsinhaber G ewinn eines Mandats von einer anderen Partei | I wiedergewählter Amtsinhaber G ewinn eines Mandats von einer anderen Partei | I wiedergewählter Amtsinhaber G ewinn eines Mandats von einer anderen Partei | I wiedergewählter Amtsinhaber G ewinn eines Mandats von einer anderen Partei |
| Okinawa I | | | | | | I wiedergewählter Amtsinhaber G ewinn eines Mandats von einer anderen Partei | I wiedergewählter Amtsinhaber G ewinn eines Mandats von einer anderen Partei | I wiedergewählter Amtsinhaber G ewinn eines Mandats von einer anderen Partei | I wiedergewählter Amtsinhaber G ewinn eines Mandats von einer anderen Partei | I wiedergewählter Amtsinhaber G ewinn eines Mandats von einer anderen Partei |

### Verhältniswahl
Bei der landesweiten Verhältniswahl fiel die Demokratische Partei von 19 auf 16 Mandate zurück, blieb aber stärker als die LDP; die Minna no Tō gewann aus dem Stand sieben Sitze und konnte die Kōmeitō als drittstärkste Partei übertreffen.
Die meisten Vorzugsstimmen unter allen Verhältniswahlkandidaten erhielt Kōzō Akino von der Kōmeitō, ein ehemaliger Beamter des Sozial- und Gesundheitsministeriums.
Listenergebnisse und bestplatzierte Kandidaten  waren:
| Partei                                      | Demokratische Partei | Demokratische Partei | Liberaldemokratische Partei | Liberaldemokratische Partei | Minna no Tō      | Minna no Tō   | Kōmeitō            | Kōmeitō       | Kommunistische Partei Japans | Kommunistische Partei Japans |
| ------------------------------------------- | -------------------- | -------------------- | --------------------------- | --------------------------- | ---------------- | ------------- | ------------------ | ------------- | ---------------------------- | ---------------------------- |
| Stimmen gesamt                              | 18.450.139,059       | 18.450.139,059       | 14.071.671,422              | 14.071.671,422              | 7.943.649,369    | 7.943.649,369 | 7.639.432,739      | 7.639.432,739 | 3.563.556,590                | 3.563.556,590                |
| Listenstimmen                               | 14.433.171,000       | 14.433.171,000       | 10.657.166,000              | 10.657.166,000              | 7.229.391,000    | 7.229.391,000 | 3.555.970,000      | 3.555.970,000 | 3.259.068,000                | 3.259.068,000                |
| Kandidatenstimmen                           | 4.016.968,059        | 4.016.968,059        | 3.414.505,422               | 3.414.505,422               | 714.258,369      | 714.258,369   | 4.083.462,739      | 4.083.462,739 | 304.488,590                  | 304.488,590                  |
| Mandate                                     | 16                   | 16                   | 12                          | 12                          | 7                | 7             | 6                  | 6             | 3                            | 3                            |
| Gewählte Kandidaten mit den meisten Stimmen | Yoshifu Arita        | 373.834,000          | Satsuki Katayama            | 299.036,267                 | Takumi Shibata   | 87.863,000    | Kōzō Akino         | 836.120,000   | Tadayoshi Ichida             | 83.806,000                   |
| Gewählte Kandidaten mit den meisten Stimmen | Ryōko Tani           | 352.594,303          | Yukari Satō                 | 278.312,851                 | Katsuhiko Eguchi | 86.299,000    | Hiroaki Nagasawa   | 630.775,977   | Tomoko Tamura                | 45.668,540                   |
| Gewählte Kandidaten mit den meisten Stimmen | Masayuki Naoshima    | 207.821,000          | Eriko Yamatani              | 254.469,000                 | Hiroshi Ueno     | 52.051,578    | Shin’ichi Yokoyama | 579.793,000   | Mikishi Daimon               | 43.897,000                   |
| Gewählte Kandidaten mit den meisten Stimmen | Masao Kobayashi      | 207.227,994          | Emiko Takagai               | 210.443,215                 | Sukeshiro Terata | 45.846,000    | Masaaki Taniai     | 544.217,731   | –                            | –                            |

| Partei                              | Sozialdemokratische Partei | Sozialdemokratische Partei | Tachiagare Nippon   | Tachiagare Nippon | Shintō Kaikaku | Shintō Kaikaku | Neue Volkspartei | Neue Volkspartei | Sonstige      | Sonstige      |
| ----------------------------------- | -------------------------- | -------------------------- | ------------------- | ----------------- | -------------- | -------------- | ---------------- | ---------------- | ------------- | ------------- |
| Stimmen gesamt                      | 2.242.735,155              | 2.242.735,155              | 1.232.207,336       | 1.232.207,336     | 1.172.395,190  | 1.172.395,190  | 1.000.036,492    | 1.000.036,492    | 1.137.609,086 | 1.137.609,086 |
| Listenstimmen                       | 1.614.821,000              | 1.614.821,000              | 757.939,000         | 757.939,000       | 1.050.977,000  | 1.050.977,000  | 481.892,000      | 481.892,000      | 823.766,000   | 823.766,000   |
| Kandidatenstimmen                   | 627.914,155                | 627.914,155                | 474.268,336         | 474.268,336       | 121.418,190    | 121.418,190    | 518.144,492      | 518.144,492      | 313.843,086   | 313.843,086   |
| Mandate                             | 2                          | 2                          | 1                   | 1                 | 1              | 1              | 0                | 0                | 0             | 0             |
| Gewählte Kandidaten mit Stimmenzahl | Mizuho Fukushima           | 381.554,000                | Toranosuke Katayama | 117.636,923       | Hiroyuki Arai  | 65.250,743     | –                | –                | –             | –             |
| Gewählte Kandidaten mit Stimmenzahl | Tadatomo Yoshida           | 130.745,822                | –                   | –                 | –              | –              | –                | –                | –             | –             |

## Auswirkungen
Die Regierungskoalition verlor ihre Mehrheit im Sangiin, wodurch wie zwischen 2007 und 2009 ein sogenanntes „verdrehtes Parlament“ entstand: Die Opposition konnte Gesetzentwürfe der Regierung blockieren. Da die Koalition im Shūgiin, dem Unterhaus, nicht über eine Zweidrittelmehrheit verfügte, konnte sie das Sangiin in der Regel nicht überstimmen. Premierminister Kan erklärte, im Amt bleiben zu wollen. Justizministerin Keiko Chiba erzielte in Kanagawa nur den vierthöchsten Stimmenanteil und verlor ihr Abgeordnetenmandat, sollte ihr Ministeramt aber zunächst behalten. Sie wurde bei einer Kabinettsumbildung im September 2010 abgelöst.
Die Gouverneurswahl in Shiga gewann die unabhängige Amtsinhaberin Yukiko Kada mit Unterstützung der Präfekturverbände von Demokratischer und Sozialdemokratischer Partei bei hoher Wahlbeteiligung deutlich gegen den ehemaligen LDP-Shūgiin-Abgeordneten Ken’ichirō Ueno und den KPJ-gestützten Hideaki Maruoka.

### Kandidaten & Programme
- Liberaldemokratische Partei: Kandidaten in den Wahlkreisen und für die nationale Verhältniswahl, Wahlprogramm 2010
- Demokratische Partei: Kandidaten, Wahlprogramm 2010 (englische Fassung)
- Kōmeitō: Kandidaten, Wahlprogramm 2010 (englische Kurzfassung)
- Kommunistische Partei Japans: Kandidaten, Wahlprogramm 2010
- Sozialdemokratische Partei: Kandidaten, Wahlprogramm 2010